# 鹿児島県医師会

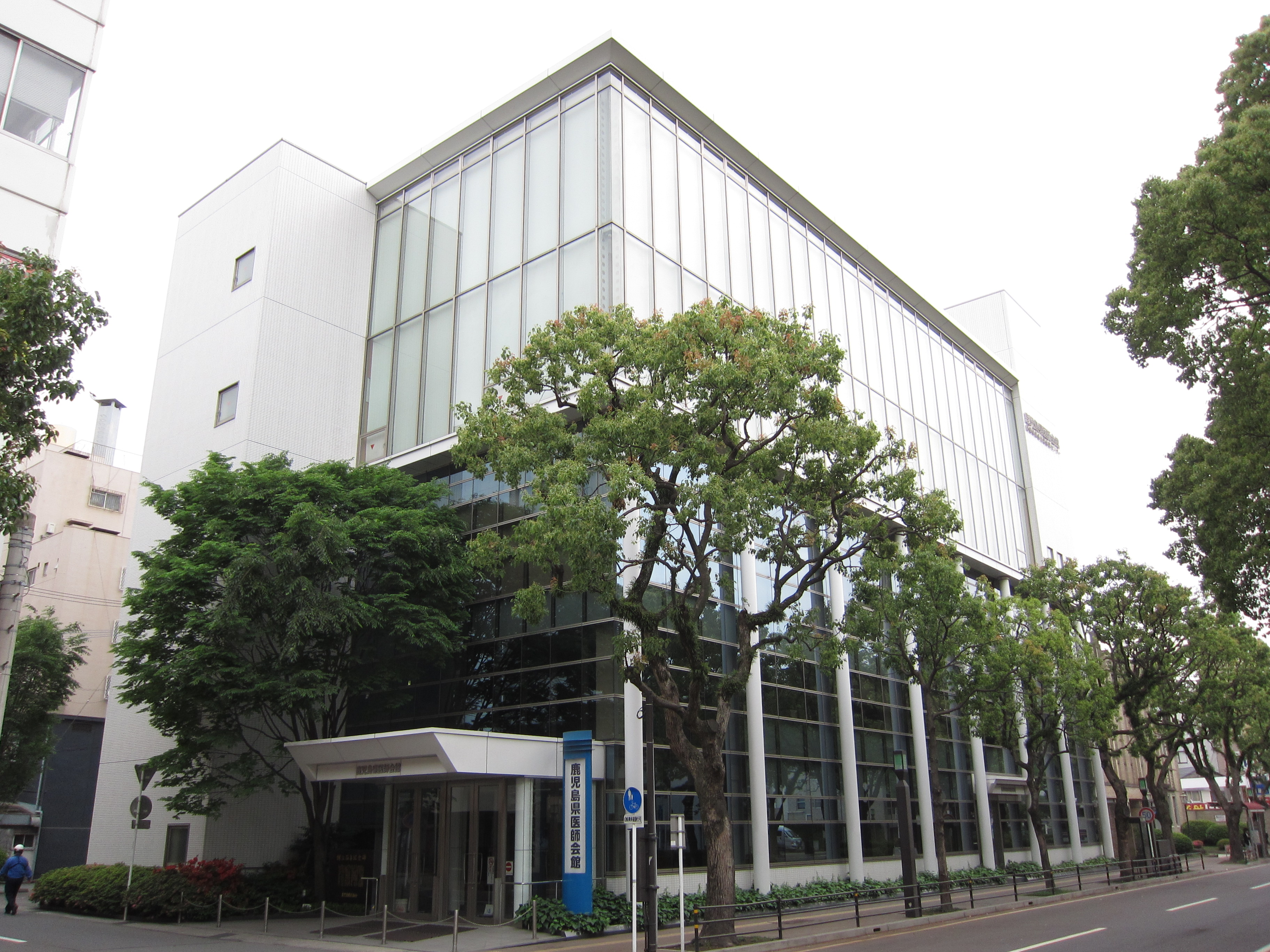
本部（2011年5月）

公益社団法人鹿児島県医師会（かごしまけんいしかい、英称 Kagoshima Medical Association）は、鹿児島県知事所管の鹿児島県の医師を会員とする公益法人。

## 本部所在地
- 鹿児島県鹿児島市中央町8-1北緯31度35分3.1秒 東経130度32分43.9秒 / 北緯31.584194度 東経130.545528度座標: 北緯31度35分3.1秒 東経130度32分43.9秒 / 北緯31.584194度 東経130.545528度

## 郡市医師会
- 鹿児島市医師会
- 川内市医師会
- 鹿屋市医師会
- 枕崎市医師会
- いちき串木野市医師会
- 伊佐市医師会
- 指宿医師会
- 南薩医師会
- 日置市医師会
- 薩摩郡医師会
- 出水郡医師会
- 姶良郡医師会
- 曽於郡医師会
- 肝属郡医師会
- 肝属東部医師会
- 熊毛地区医師会
- 大島郡医師会
- 鹿児島大学医学部医師会